# Sonia Theodoridou
Sonia Theodoridou (griechisch Σόνια Θεοδωρίδου, * 1958 in Veria) ist eine griechische Opernsängerin (Sopran).

## Leben

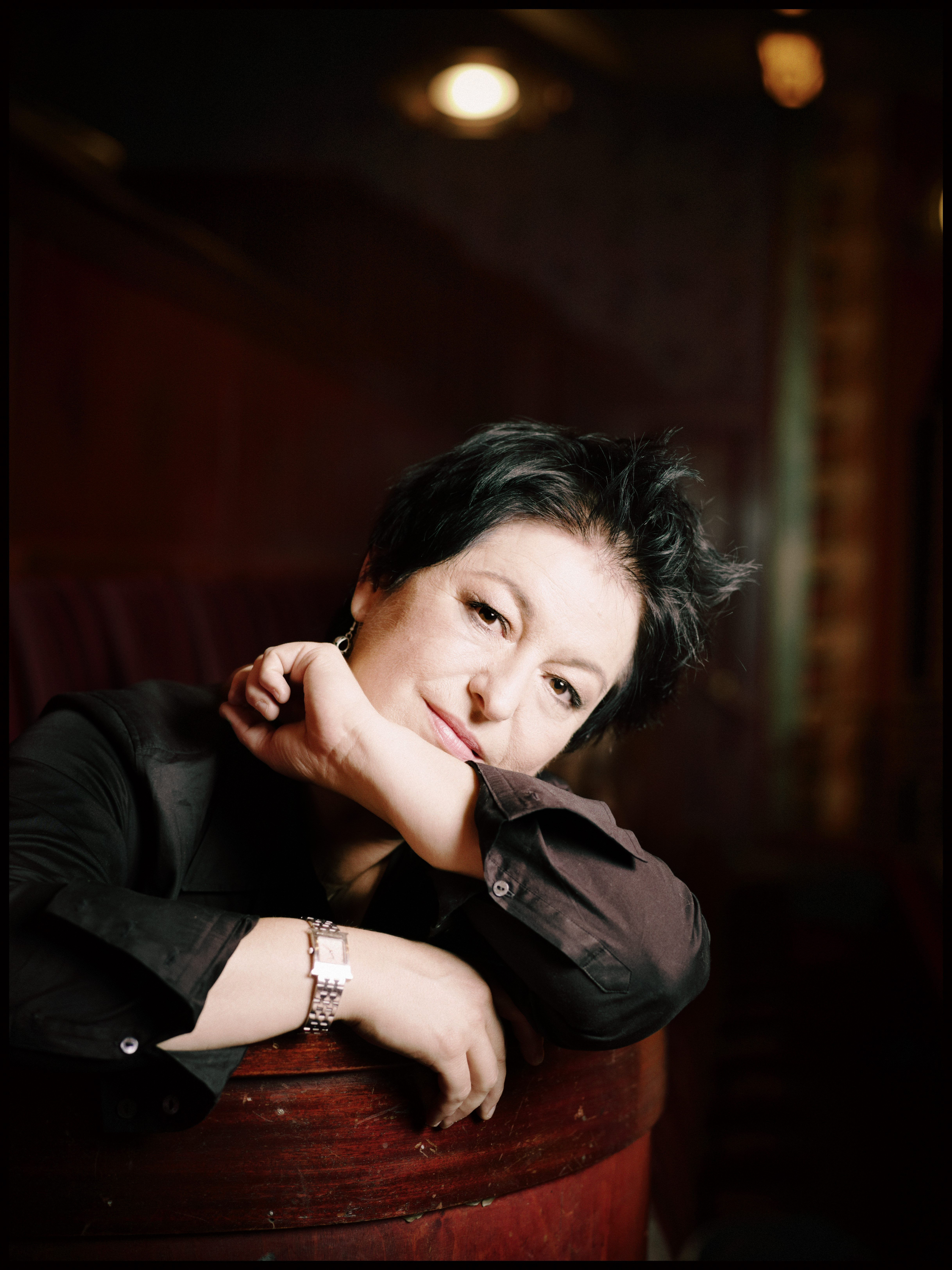
Sonia Theodoridou

Theodoriduo schloss 1983 ein Studium in den Fächern Sologesang und Klavier bei Kaiti Papalexopoulou und Marios Laskaris am Griechischen Nationalkonservatorium mit dem Preis für Excellent and Distinguished Performance ab. Mit einem Stipendium der Maria-Callas-Stiftung setzte sie ihre Ausbildung bis 1987 an der Musikhochschule Köln bei Josef Metternich, Birgit Nilsson, Elisabeth Schwarzkopf und Dietrich Fischer-Dieskau fort. Schließlich war sie in London Schülerin von Vera Rózsa.
Ihr Debüt hatte Theodoridou am Landestheater Niederbayern in Passau in der Titelrolle von Christoph Willibald Glucks Iphigénie en Tauride. In den 1980er Jahren trat sie als Solistin an der Oper Frankfurt und am Theater Basel in Hauptrollen von Opern wie Così fan tutte, Don Giovanni, I Capuleti e i Montecchi, Il turco in Italia, Il viaggio a Reims und Theodora. Zwischen 1999 und 2004 wirkte sie an mehreren Produktionen der Griechischen Nationaloper mit. Sie gastierte mit Rezitals, Konzerten und in Opernaufführungen an den großen Opern- und Konzerthäusern in Deutschland, Italien, den Niederlanden, Belgien, Frankreich, der Schweiz, den USA und Japan und arbeitete mit Dirigenten wie Georg Solti, Wolfgang Sawallisch, Zubin Mehta, Neville Marriner, Antonio Pappano, René Jacobs, Christoph von Dohnanyi, Gerd Albrecht, Gary Bertini, Iván Fischer, Marcello Viotti, Helmuth Rilling, András Schiff und Frans Brüggen zusammen. Daneben spezialisierte sie sich unter Leitung von Elisabeth Schwarzkopf als Interpretin des deutschen Liedrepertoires.
2010 gründete Theodoridou mit ihrem Mann, dem Dirigenten Theodoros Orfanidis, das Οrchestra Mobile, im Folgejahr das Plattenlabel Ηuman Voice. In der Saison 2011–12 trat sie am Schauspiel Köln in Elfriede Jelineks Demokratie in Abendstunden auf. Unter anderem nahm sie zwei Opern-CDs auf: Francesco Cavallis La Calisto und Periklis Koukos’ O Konroua kai oi kopies tou.

## Diskographie
- Cavalli: La Calisto
- Pericles Koukos: O Konroua kai oi kopies tou
- Sonia Theodoridou encounters Manos Hadjidakis
- Recital
- Yannis Markopoulos: Renaissance
- Thanos Mikroutsikos: Warna
- Charis Persides: Storiae d’ Amor
- Arie Antiche
- Sonia Theodoridou sings Jaques Brel
- Yannis Constantinidis: 30 Songs
- Songs from the Big Screen
- Cavafy I – Shades of love…
- Mimis Plessas – Anthology
- Cavafy II – Return
- A Handful of Jewish Songs
- The Scent of Jasmine